# Habitatge al carrer del Carme, 29 (Tàrrega)
El Carrer del Carme, 29 és una casa modernista de Tàrrega (Urgell) protegida com a bé cultural d'interès local.

## Descripció
És una casa molt reformada del carrer comercial del Carme de Tàrrega. Aquesta casa ha estat força reformada tant externament en la seva part de la façana principal, com interiorment. Casa de tres pisos d'alçada on, a la planta baixa, s'estan efectuant obres per tal d'acomodar-hi un comerç. La seva portalada principal es troba resolta a partir de pedres monolítiques polides que descriuen un encoixinat en el mur que ens recorda una certa inspiració renaixentista de la superfície del mur. Damunt de la porta principal hi ha un alt relleu decoratiu d'inspiració clàssica on centralment hi ha la Verge Maria entronitzada i coronada amb una corona de tipologia reial, sostenen amb la seva mà dreta el ceptre florit de la rosa de Jericó i a la seva falda hi ha el nen Jesús, també coronat i hieràtic com la seva mare. Ambdós es troben envoltats per una cort celestial d'àngels cantors treballats en alt i baix relleu simultàniament.
La resta de pisos d'aquesta casa denoten que han experimentat petites reformes recents, ja que entre la planta baixa i el primer pis s'hi ha obert una tribuna de finestrals que no concorden amb la resta de l'estil de la casa. Al pis superior s'hi allotja una tribuna senyorial i just a la vora d'aquesta tribuna s'hi obra un balcó completament modern i contemporani, novament ens trobem un element distorsionant de la façana original. El pis superior és resolt amb una balconada porticada a base de pilastres de planta quadrada que sostenen un entaulament llis superior damunt del qual hi reposa el ràfec final de la coberta superior.